# Roy Fedden

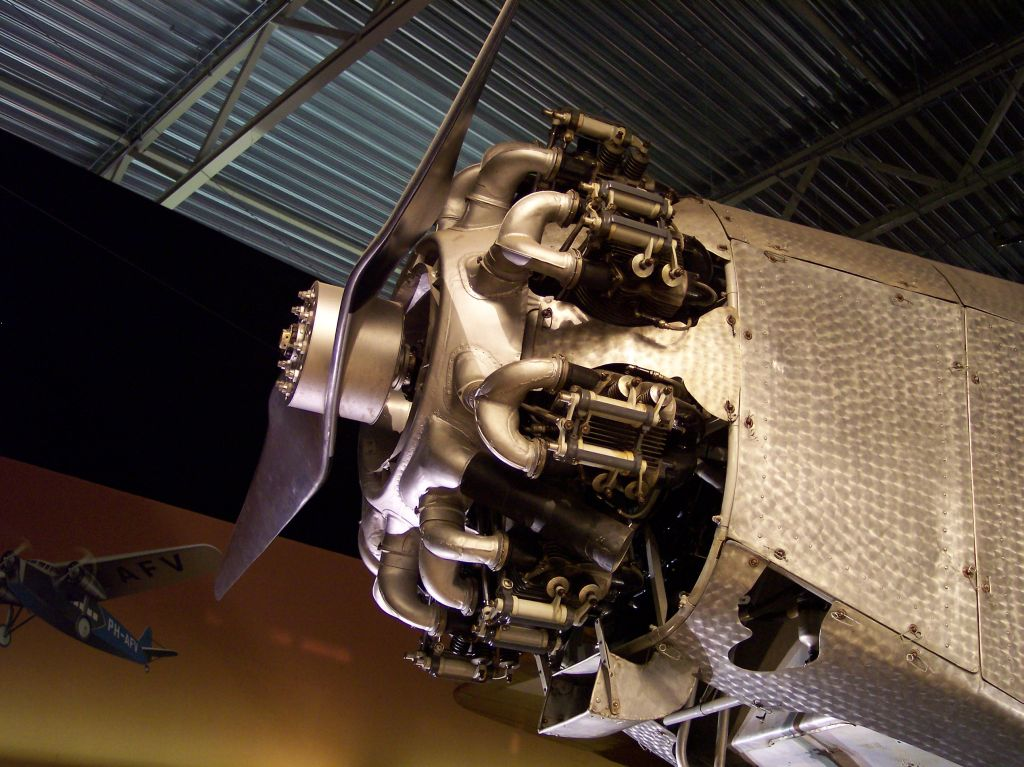
Bristol Jupiter

Roy Fedden (Bristol, 6 giugno 1885 – Brecknock, 21 novembre 1973) è stato un ingegnere britannico, progettista di molti dei motori aeronautici di maggior successo commerciale prodotti dalla Bristol Engine Company e tra gli artefici dello sviluppo della valvola a fodero.